# Mariánský sloup (Mnichov)
Mariánský sloup (Mariensäule) na náměstí Marienplatz v Mnichově je sloup se sochou Panny Marie na vrcholu. Marie je v Bavorsku uctívána jako patronka země (Patrona Bavariae). Sloup je zařazen do seznamu kulturních památek Mnichova.

## Historie
Během třicetileté války vyslovil kurfiřt Maxmilián I. příslib, že nechá postavit bohulibé dílo, pokud budou ušetřena města Mnichov a Landshut. Město Mnichov bylo během války obsazeno švédským vojskem a vojenské velení požadovalo jeho zničení. Nicméně se v této pro město nebezpečné situaci švédský král Gustav II. Adolf rozhodl proti přání vojenského velení město zachovat. Ve válce byla nakonec ušetřena obě města a v Mnichově se hovořilo o zázraku. Maxmilián proto v roce 1638 nechal na náměstí Marienplatz v Mnichově postavit mariánský sloup z adnetského mramoru. Latinský nápis odkazuje na jeho příslib a na uctívání Marie jako ochránkyně a patronky Bavorska (Schutzpatronin Bayerns).
Mariánský sloup byl posvěcen 7. listopadu 1638, první neděli po dni Všech svatých. Svěcení provedl freisingský biskup Veit Adam von Gepeckh. Říká se, že přitom kurfiřt Maxmilián pronesl neolatinskou přímluvu jezuitského básníka Jakoba Baldeho (1604–1668):
„Rem regem regimen regionem religionem conserva Bavaris, Virgo Patrona, tuis!“
Německý překlad
„Die Sach’ und den Herrn, die Ordnung, das Land und die Religion erhalte deinen Bayern, Jungfrau Maria!“
Český překlad:
Panenská Ochránkyně, zachovej svým Bavorům stát, panovníka, vládu, zemi a víru.
Zároveň vznikla také píseň „Das Münchnerisch unser lieben Frawen Gesang‘“, vytištěná v roce 1637, (Kancionál pro Mnichov a Freising: č. 855).
Během druhé světové války byla socha uschována ve Frauenkirche, ale již v roce 1945 byla pod kardinálem Michaelem von Faulhaber znovu na náměstí Marienplatz vrácena. Během stavby městských drah U-Bahn a S-Bahn v Mnichově byl mariánský sloup v roce 1966 dočasně odstraněn. K jeho vrácení došlo v listopadu 1970. Barokní sokl a sloup byly nahrazeny kopií, a socha byla znovu pozlacena.

## Popis

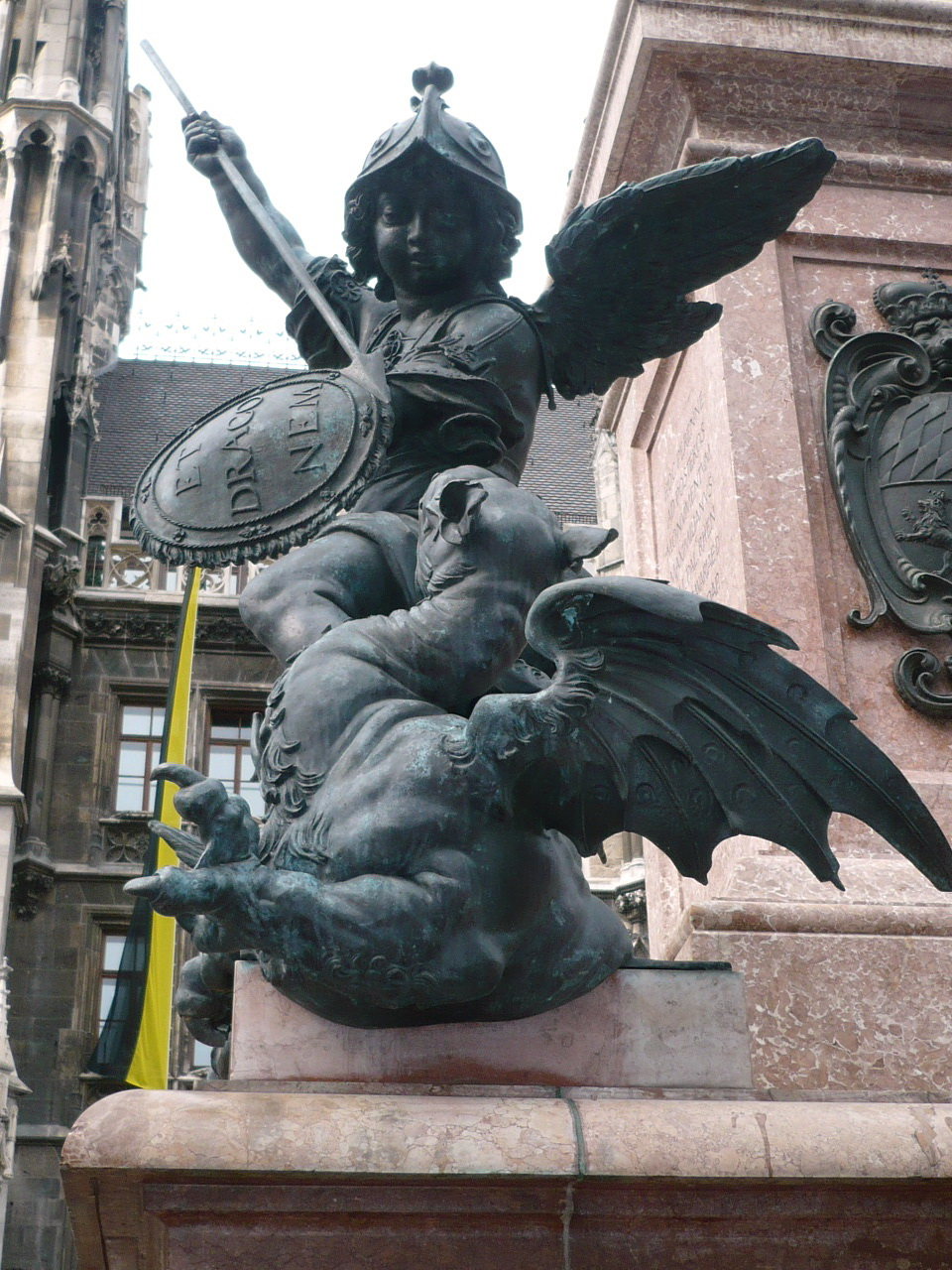
Andílek v brnění bojuje s drakem

Pomník je tvořen mramorovým sloupem, v jehož horní části je pozlacená bronzová socha Panny Marie, kterou pravděpodobně vytvořil Hubert Gerhard v roce 1593 pro hrob Viléma V. Až do roku 1613 byla socha na hlavním oltáři mnichovského kostela Frauenkirche. Je to typ sochy Panny Marie Loretánské. Marie stojí na srpku měsíce s Ježíškem v náručí.
V roce 1639 byly na sokl sloupu přidány čtyři bronzové sošky hrdinských andílků (Heldenputti). Ty alegoricky odkazují na Žalm 91 verš 13, který je tam ve zkrácené formě uveden na tabulkách (Po lvu a po zmiji šlapat budeš, pošlapeš zmiji i draka – Super aspidem et basiliscum ambulabis et leonem et draconem conculcabis). Andělé v antickém brnění bojují proti mytickým tvorům, kteří představují čtyři lidská trápení, jimž v té době Mnichov čelil:
- První mytický tvor je drak, který představuje hlad.
- Druhý je lev, který představuje válku.
- Třetí je bazilišek, ten představuje morovou nákazu.
- Čtvrtý je had, ten představuje kacířství.[pozn 2]

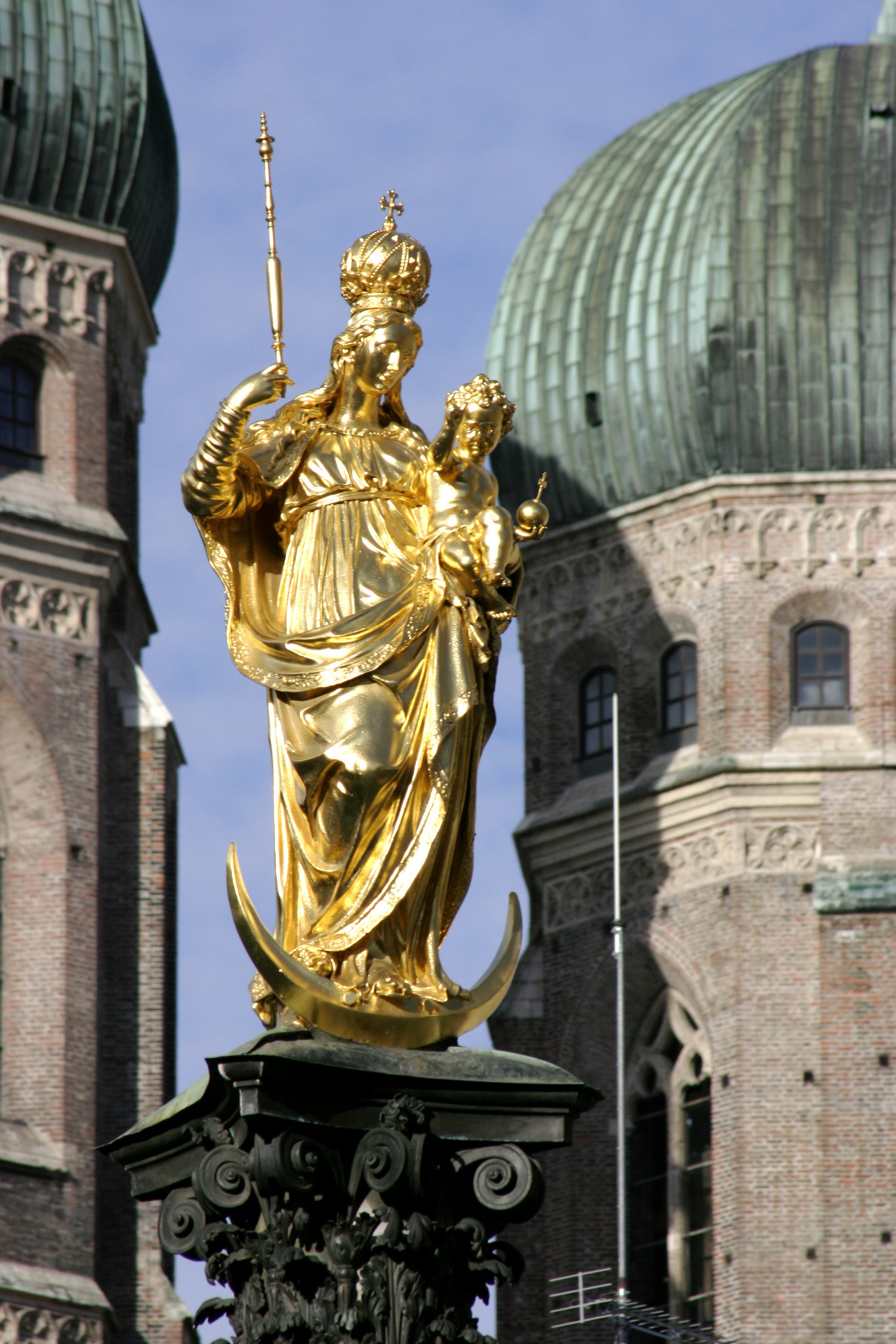
Socha Panny Marie s dítětem na vrcholu mariánského sloupu v Mnichově, Bavorsko

Ony čtyři představy navrhl neznámý mistr pravděpodobně ve vosku. Z bronzu je pak odlil Bernhard Ernst. Kdo sloup navrhl není sice známo, ale musel to být jeden z nejvýznamnějších umělců té doby. Předpokládá se, že autorem byl Hubert Gerhard. Socha je podobná bronzové soše v Královské rezidenci. Marie stojí na srpku měsíce, je korunována, v levé ruce drží požehnaného Ježíška a v pravé ruce žezlo. Mariánský sloup platil za střed země a všechny odchozí silnice zde měly svůj metrický nulový bod. Dokonce i vzdálenost na směrových tabulích do Mnichova je vztažena k tomuto sloupu.

## Recepce
Převzetí myšlenky (recepce) mariánského sloupu bylo často využíváno i pro jiné mariánské sloupy. Některé byly postaveny ještě během třicetileté války, například mariánský sloup ve Wernstein am Inn, který byl původně postaven ve Vídni již v roce 1647. Pražský mariánský  sloup byl postaven roku 1650 (zničen v roce 1918). Vídeňský i pražský sloup byly postaveny ze stejného důvodu jako sloup mnichovský, protože obě města byla švédskými vojsky v poslední fázi třicetileté války ušetřena. Mnichovský sloup také sloužil jako vzor pro mariánský sloup ve Freisingu v roce 1674 a pro mariánský sloup ve Trieru v roce 1866.

## Náboženské využití a návštěvy papežů

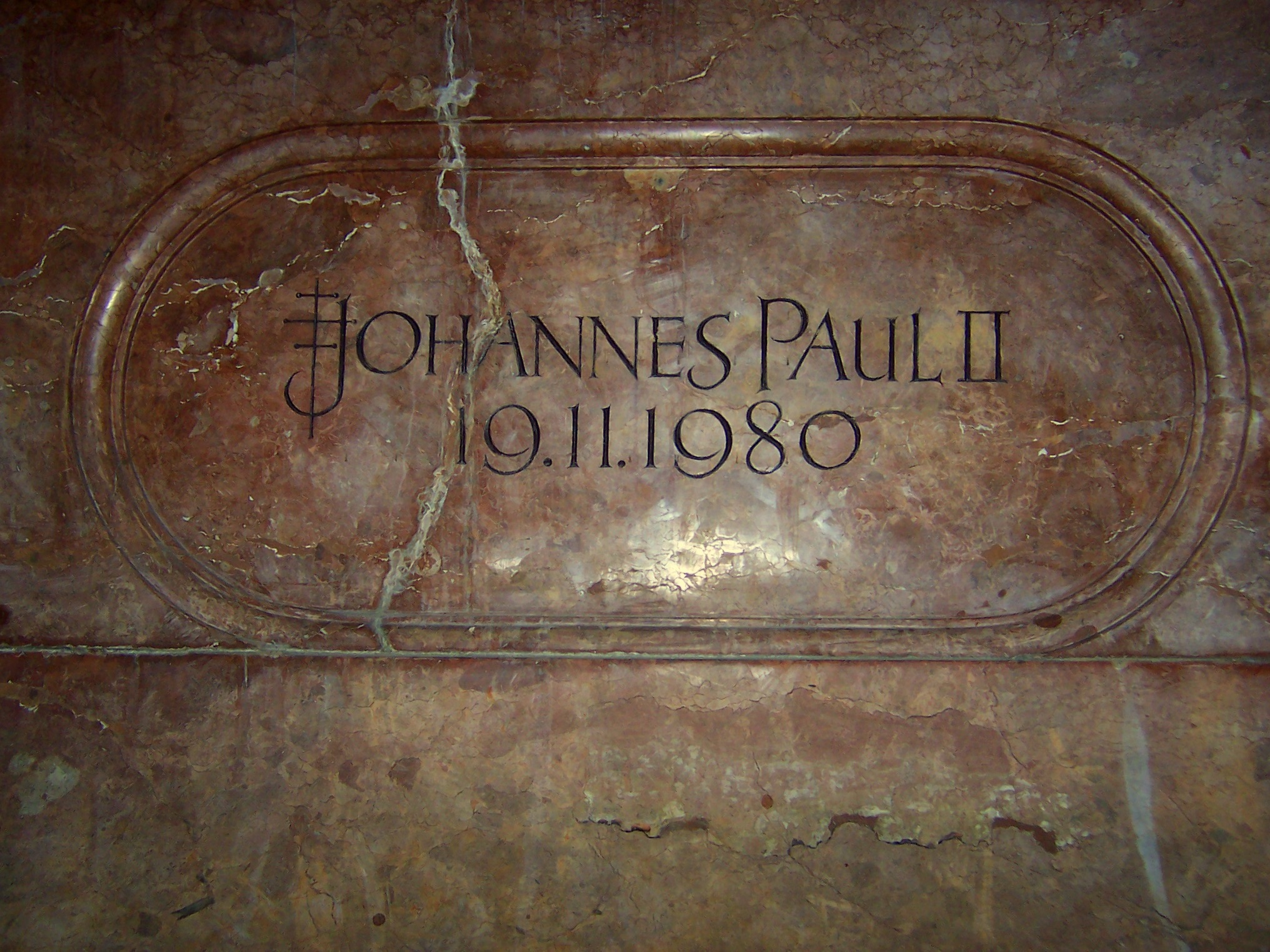
Návštěva Jana Pavla II.

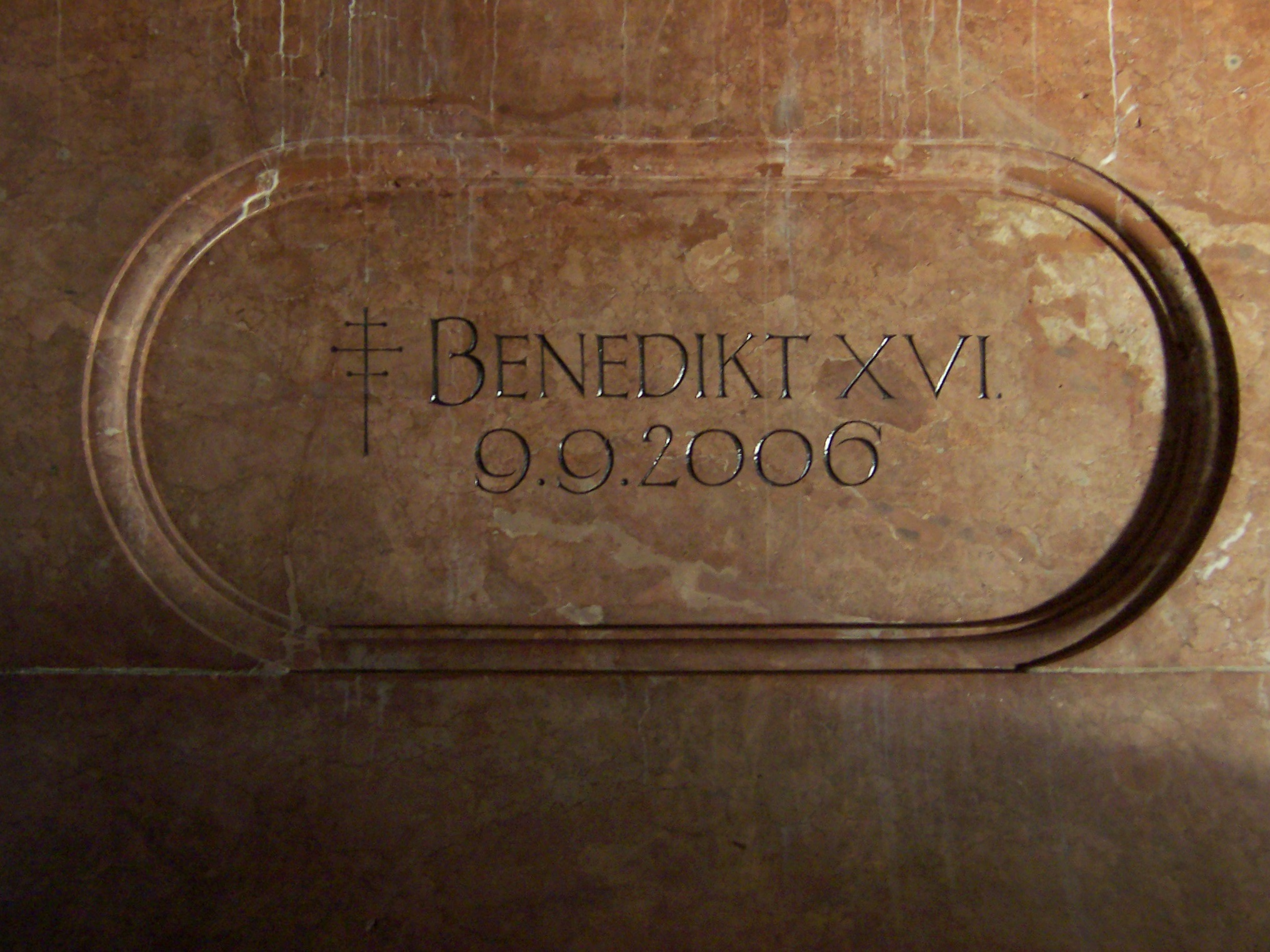
Návštěva Benedikta XVI.

Až do roku 1773 chodila každoročně procesí k mariánskému sloupu a to vždy první neděli po dni Všech svatých. V rámci sekularizace byly v roce 1803 veřejné litanie u mariánském sloupu zakázány, ale v roce 1854 opět obnoveny. Veřejné modlitby se u mariánského sloupu pořádají stále. Litanie, růženec a další modlitby jsou vždy v sobotu večer. A tak se tam modlil papež Pius VI. při návštěvě Mnichova v roce 1782. Papež Jan Pavel II. navštívil sochu 19. listopadu 1980. Jeho nástupce Benedikt XVI. pak 9. září 2006 v rámci své pastorační cesty do Bavorska. Data návštěv papežů Jana Pavla II. a Benedikta XVI. v Mnichově byla vyryta do mramorového soklu posvátné sochy krátce po jejich konání.
Arcibiskupové z Mnichova a Freisingu jsou u mariánského sloupu tradičně vítáni a přijímáni na začátku a na konci svého působení. Naposledy se před portrétem patronky Bavorska modlil při slavnostním obřadu dne 30. ledna 2008 arcibiskup Reinhard Marx. Svěřil své nové arcibiskupství a celé Bavorsko do rukou matky Boží.